# Randy Wayne White
Pour les articles homonymes, voir White.
Randy Wayne White, né le 9 juin 1950 à Ashland en Ohio, est un romancier américain, auteur de roman policier et de roman d'aventures.

## Biographie
Sous le nom de plume Randy Striker, il publie en 1981 son premier roman Key West Connection. C'est le premier volume d'une série consacrée à Dusky MacMorgan, un ancien Navy SEAL, en Floride. Cette série qui comprend sept romans sera rééditée sous son patronyme.
De 1984 à 1986, sous le pseudonyme Carl Ramm, il publie une seconde série de onze romans.
Signé de son patronyme, avec Sanibel Flats il débute en 1990 une série mettant en scène l'agent à la retraite de la NSA, Doc Ford, un biologiste marin vivant sur la côte du golfe du sud de la Floride.
Puis, en 2012, il crée le personnage de Hannah Smith, guide de pêche en Floride, dans Gone, premier volume d'une nouvelle série.

## Œuvre

### Romans signés Randy Wayne White

#### SérieDoc Ford
- Sanibel Flats (1990)
- The Heat Islands (1992)
- The Man Who Invented Florida (1994)
- Captiva (1996)
- North of Havana (1997)
- The Mangrove Coast (1998)
- Ten Thousand Islands (2000)
- Shark River (2001)
- Twelve Mile Limit (2002)
- Everglades (2003)
- Tampa Burn (2004)
- Dead of Night (2005)
- Dark Light (2006)
- Hunter’s Moon (2007)
- Black Widow (2008)
- Dead Silence (2009)
- Deep Shadow (2010)
- Night Vision (2011)
- Chasing Midnight (2012)
- Night Moves (2013)
- Bone Deep (2014)
- Cuba Straits (2015)
- Deep Blue (2016)
- Mangrove Lightning (2017)
- Caribbean Rim (2018)
- Salt River (2020)
- One Deadly Eye (2024)
- Tomlinson’s Wake (2025)

#### SérieHannah Smith
- Gone (2012)
- Deceived (2013)
- Haunted (2014)
- Seduced (2016)

### Romans signés Randy Striker

#### SérieDusky MacMorgan
- Key West Connection (1981)
- The Deep Six (1981)
- Cuban Death-Lift (1981)
- Assassin’s Shadow (1981)
- The Deadlier Sex (1981)
- Everglades Assault (1982)
- Grand Cayman Slam (1982)

### Romans signés Carl Ramm

#### SérieHawker
- Florida Firefight (1984)
- L.A. Wars (1984)
- Chicago Assault (1984)
- Deadly in New York (1984)
- Houston Attack (1985)
- Vegas Vengeance (1985)
- Detroit Combat (1985)
- Terror in D.C. (1986)
- Atlanta Extreme (1986)
- Denver Strike (1986)
- Operation Norfolk (1986)

### Autres ouvrages
- Batfishing in the Rainforest (1991)
- The Sharks of Lake Nicaragua: True tales of adventure, travel, and fishing (1999)
- Last Flight Out: True tales of adventure, travel, and fishing (2002)
- "Dr. Pepper" in Outside 25: Classic tales and new voices from the frontiers of adventure (2002)
- An American Traveler (2003)
- A Fishing Guide's Guide to Tropical Cooking (2006)
- Randy Wayne White's Gulf Coast Cookbook: With memories and photos of Sanibel Island (2006)

## Prix et distinctions

### Prix
- John D. MacDonald Award for Excellence in Florida Fiction 2002[1]